# Rudolf von Thanner
Rudolf von Thanner (eigentlich Rudolf von Tschusi; * 21. Februar 1872 in Salzburg; † 22. Juni 1922 in Adnet bei Hallein) war ein österreichischer Ornithologe und Forschungsreisender, der lange Zeit auf den Kanaren-Inseln Teneriffa und Gran Canaria wirkte.

## Leben
Thanner war der Sohn von Victor von Tschusi zu Schmidhoffen, der ebenfalls ein bekannter Ornithologe war. Zwischen 1890 und 1900 veröffentlichte er seine ersten Aufsätze und Mitteilungen aus Niederösterreich, Vorarlberg, dem Unterinntal sowie dem Zillertal im Ornithologischen Jahrbuch. Daneben leistete er als Oberleutnant seinen aktiven Dienst in Bregenz und Innsbruck.
1902 musste er Österreich verlassen und änderte abrupt seinen Namen in Rudolf von Thanner. Er zog nach Teneriffa, wo er sich mit seiner russischen Frau Carolina und seinen drei Kindern Natalie, Lina und Friederich in Vilaflor niederließ. Er kehrte erst 1919 nach Österreich zurück.
Als Sammler und Forscher widmete er sich der Avifauna der Kanaren. Aufgrund der hohen Vogelausbeute, die vor allem das Museum Koenig und das Walter Rothschild Zoological Museum in Tring erwarben, galt Thanner bald als einer der besten Kenner der kanarischen Avifauna. Auch andere europäische Museen und Privatsammlungen erhielten präparierte Bälge aus seiner Sammlung. 1907 reiste Thanner auf die Azoren, wo er eine beträchtliche Sammlung von 53 Exemplaren des Azorengimpels (Pyrrhula murina) zusammentrug, die alle vom Museum Koenig erworben wurden.
Ab dem Jahr 1903 veröffentlichte Thanner zahlreiche Aufzeichnungen über seine Forschungsarbeit auf den Kanaren, darunter Beobachtungen aus den Pinienwäldern Teneriffas, Beiträge zur Ornis Gran Canaria’s, Von den Kanaren, Bemerkungen und Zugdaten aus Fuerteventura und Tenerife, Ein Sammelausflug nach La Palma, Hierro und Fuerteyentura und Abnorm gefärbte Vögel auf den Kanaren und Einfluß eines regenlosen Winters auf das Brutgeschäft einzelner Arten.
Thanner starb im Alter von 50 Jahren in der Villa Tännenhof in Adnet an den Folgen eines schweren Nierenleidens.

## Dedikationsnamen
1911 benannte Otto le Roi die Unterart Dendrocopos major thanneri des Buntspechts zu Ehren von Thanner. Das 1903 von Victor von Tschusi zu Schmidhoffen benannte Taxon Emberiza calandra thanneri gilt heute als Synonym der Nominatform der Grauammer.